# Andronico II Paleologo
Andronico II Paleologo (in greco medievale: Ανδρόνικος B' Παλαιολόγος; Nicea, 25 marzo 1259 – Costantinopoli, 13 febbraio 1332) fu Basileus dei Romei dal 1282 fino al 1328.

## Biografia

### Gioventù
Andronico II Paleologo era figlio secondogenito di Michele VIII Paleologo e Teodora Ducas Vatatzina, nipote di Giovanni III Ducas Vatatze. Andronico fu acclamato co-imperatore nel 1261, dopo che suo padre aveva riconquistato Costantinopoli all'impero latino, ma fu coronato ufficialmente solo nel 1272.
Nel 1278, Michele VIII inviò il figlio e co-reggente in Asia Minore allo scopo di contenere le sempre frequenti incursioni turche lungo la valle del fiume Meandro: insieme al gran domestico Michele Tarcaniota, Andronico riuscì a respingere i turchi e a riconquistare la città di Tralles, che fu nuovamente fortificata e ribattezzata "Andronicopoli".
Sin dalla giovinezza furono evidenti le forti differenze caratteriali rispetto al padre: Andronico, infatti, era una persona profondamente religiosa, interessata alla cultura, alla scienza e alle controversie teologiche e, pur senza essere incompetente, era senz'altro maggiormente prono a seguire i consigli dei propri ministri, in particolare Teodoro Muzalon, Teodoro Metochite e Niceforo Gregora, piuttosto che ad imporre la propria volontà di autocrate.

### Ascesa al trono
Quando, l'11 dicembre 1282, Michele VIII morì e Andronico salì al trono, il ventiquattrenne imperatore trovò una situazione particolarmente precaria.
In primo luogo, l'organismo statale era stato irrimediabilmente minato a causa degli sforzi eccessivi cui Michele VIII aveva sottoposto l'impero: i lunghi anni di guerra contro i Latini, i Veneziani, il Regno di Sicilia ed i Turchi avevano gravemente compromesso il tesoro imperiale, sostanzialmente vuoto, e costretto l'imperatore ad aumentare notevolmente i gravami fiscali nei confronti dei suoi sudditi, fatto che, a sua volta, aveva avuto ripercussioni negative sull'economia bizantina.
In secondo luogo, ai confini europei così come a quelli asiatici aumentava la pressione dei popoli confinanti, con frequenti infiltrazioni e saccheggi nelle province imperiali. Infine la politica unionista nei confronti del clero romano e la concessione dell'eredità della pronoia e di notevoli privilegi fiscali alla nobiltà e alle città marinare da parte di Michele VIII indebolito la posizione del governo imperiale, approfondito i conflitti sociali con riflessi negativi anche sul gettito delle imposte fondiarie e dei dazi.

### Regno

#### Politica ecclesiastica

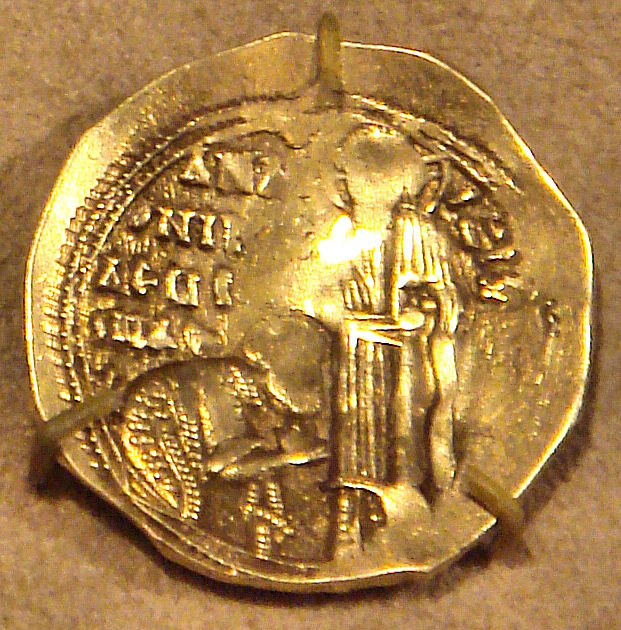
Un hyperpyron di Andronico II, che lo rappresenta in ginocchio a Cristo.

Durante il regno paterno, Andronico era stato costretto, in qualità di co-imperatore, ad appoggiare la politica unionista che era sfociata nel II concilio di Lione del 1274. Ben consapevole della forte opposizione del clero ortodosso e di buona parte della popolazione bizantina, il nuovo imperatore era ben deciso a non seguire le orme paterne, tanto più non dopo che il Papato aveva appoggiato le rivendicazioni di Carlo I d'Angiò ed agì di conseguenza: nel 1283 convocò il Concilio di Brussa, a seguito del quale dispose il ripudio dell'unione e fece richiamare il popolare Patriarca Giuseppe I, esiliato alcuni anni prima in un monastero a causa della sua opposizione alla politica religiosa del primo Paleologo.
Nel corso del regno, inoltre, l'imperatore cercò di sanare anche il cosiddetto scisma arsenita, che datava sin dalla deposizione del patriarca Arsenio Autoreiano, in reazione alla scomunica comminata dal patriarca stesso nei confronti di Michele VIII. Sebbene ormai deceduto, il patriarca manteneva un seguito consistente in Asia Minore e l'imperatore decise di convocare un sinodo ad Adramyteum ma non ottenne alcun esito.
Un primo passo per la riconciliazione fu compiuto nel 1290 quando il Basileus, recandosi in visita al monastero in cui era stato relegato l'ex imperatore deposto ed accecato Giovanni IV Lascaris, chiese perdono per quanto il padre aveva fatto ventinove anni prima. Lo scisma si risolse definitivamente nel 1310 con la promulgazione di una Bolla imperiale che consacrò la ritrovata unità della chiesa ortodossa.
Infine, fu estremamente importante il contributo fornito dall'imperatore nel rinnovamento della chiesa ortodossa: patrocinò la nomina del patriarca Atanasio I, grazie al quale tentò di promuovere, sebbene con successi altalenanti, uno stile di vita più morigerato ed ascetico e favorì i monasteri, in particolar modo le comunità di Monte Athos che, nel 1312, passarono sotto il controllo diretto del Patriarca di Costantinopoli.

#### Politica economica
Avendo ereditato un tesoro completamente vuoto dal Padre, Andronico II cercò di porvi rimedio mediante una forte riduzione delle spese militari: dispose il licenziamento della quasi totalità delle truppe mercenarie di terra e smantellò l'intera marina da guerra, il cui mantenimento era insostenibile per la malandata economia imperiale. In ogni caso, la riduzione della forza militare, quantunque necessaria alla luce dello stato disastroso delle finanze, era stata attuata in modo eccessivo ed affrettato, giacché l'impero sarebbe stato costretto a ricorrere a frequenti tributi, allo scopo di tacitare le pretese degli stati balcanici, nonché a dipendere dall'aiuto navale dei Genovesi.
Solamente in seguito l'imperatore cercò di correggere l'errore riarmando una flotta di 20 vascelli ed istituendo un corpo militare permanente di 3.000 cavalieri, cui affiancare reclute tratte dalla popolazione cittadina, ma, in ogni caso, gli effettivi delle forze armate rimasero sottodimensionati.

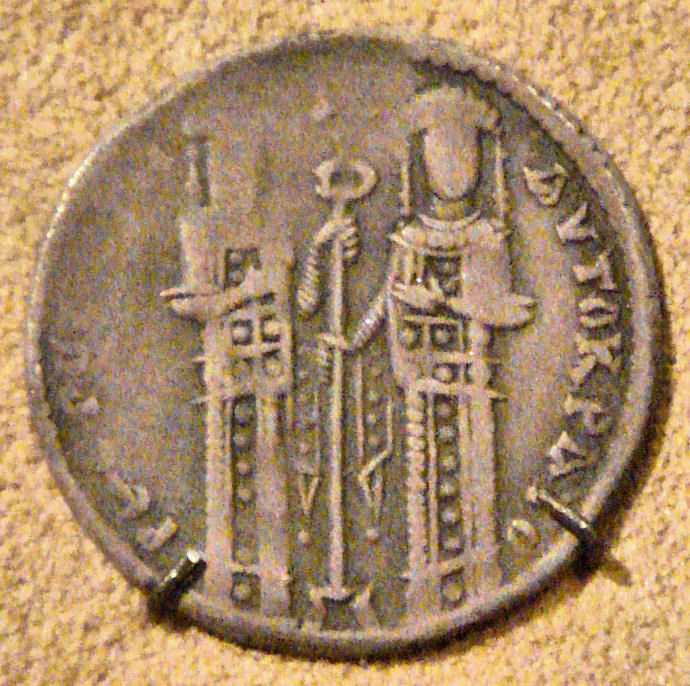
Un basilikon d'argento di Andronico II, che lo rappresenta insieme al figlio Michele IX Paleologo.

Dopo aver smantellato le forze militari, l'imperatore cercò di riorganizzare il sistema tributario, ottenendo un discreto successo: impose un'imposta in natura sui prodotti agricoli, limitò le immunità di cui godevano nobili ed ecclesiastici e cercò di migliorare la riscossione dei medesimi, riuscendo ad aumentare gli introiti sino ad un milione di hyperperya; in campo monetario, a causa della difficoltà di reperire metalli pregiati, dovette procedere ad un'ulteriore svalutazione dell'Hyperpyron, fatto che provocò un forte aumento dell'inflazione.
Nel tentativo di ovviare all'aumento dei prezzi, il basileus dispose, nel 1295, una importante riforma monetaria: fissò definitivamente il valore dell'hyperperyon a 12 carati ed introdusse una nuova moneta in argento, il basilikon, equivalente ad un dodicesimo dell'hypeperyon ovvero ad un ducato veneziano.

#### Amministrazione
Durante il suo lungo regno, Andronico cercò di combattere il fenomeno di feudalizzazione dell'impero bizantino, dovuto in particolare all'influenza culturale del mondo latino e alla concessione dell'ereditarietà della pronoia, con esiti alterni.
Infatti, nonostante le pressanti richieste provenienti dalla seconda moglie Violante di Monferrato, l'imperatore respinse ogni ipotesi di dividere l'impero o concedere territori in appannaggio ad ognuno dei figli e, nel 1295, associò al trono il figlio primogenito Michele IX Paleologo, al quale affidò il comando dell'esercito; l'imperatrice stessa, dopo feroci contrasti con il marito, decise di abbandonare la capitale e si ritirò a Tessalonica.
In campo amministrativo, decise di sostituire i governatori con mandato annuale in uso in Morea con la figura dell'"epitropos", dotata di un mandato più ampio e competenze maggiori, allo scopo di garantire un governo maggiormente stabile e concesse importanti privilegi commerciali al porto di Malvasia con la finalità di contrastare la potenza economica delle Repubbliche italiane.
Altrettanto rilevante fu la riforma giudiziaria del 1296: il Basileus istituì un Tribunale supremo, composto da dodici giudici o κριταὶ καθολικοὶ, selezionati tra i senatori ed i chierici, i cui giudizi erano inappellabili ed universalmente validi; sebbene il nuovo tribunale non fosse esente da corruzione, rimase comunque una testimonianza della necessità di una legge equa ed imparziale, tanto che lo stesso imperatore era tenuto a rispettare le sentenze emesse da questo speciale organo.

#### La guerra in Asia Minore

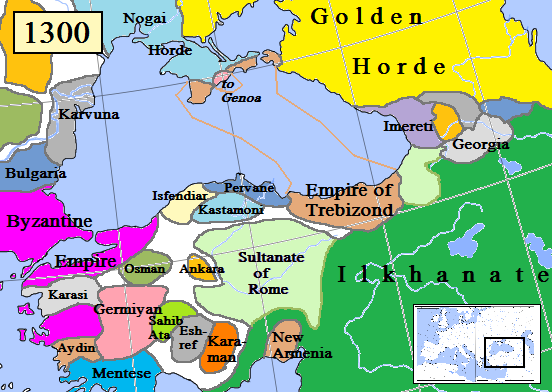
L'Asia Minore bizantina (viola) nel 1300.

A differenza del padre, Andronico II riconobbe la gravità della situazione in Asia minore e cercò con ogni mezzo di cacciare i Turchi ottomani.
Il suo primo provvedimento fu quello di spostare la sua corte in Asia Minore, a Nicea, dove poteva meglio sorvegliare la costruzione di fortificazioni e sollevare il morale delle truppe ma l'iniziativa non ebbe successo giacché nel 1293 dovette rientrare precipitosamente a Costantinopoli per sopprimere un tentativo di colpo di stato orchestrato dal proprio fratello Costantino Paleologo con la complicità del generale Michele Strategopulo.
A seguito della congiura, l'imperatore ripristinò gli acriti e delegò al generale Alessio Filantropeno il compito di scacciare i turchi dalla valle del Meandro: nel corso di una fortunata campagna, Filantropeno riuscì a riconquistare la Lidia e la città di Mileto ma il successo fu di breve durata in quanto, nel 1295, il generale cercò di aspirare al soglio imperiale e dovette essere accecato.
Nel 1298, fu nominato Giovanni Tarcaniota il quale riuscì a consolidare il dominio bizantino in Asia Minore, grazie anche ad un'abile riorganizzazione dell'amministrazione locale e alla redistribuzione di numerose proprietà in pronoia tra i soldati; tali iniziative, tuttavia, furono ferocemente ostacolate dal clero e dalla nobiltà che, infine, indussero l'imperatore a richiamare il capace generale.
Nel 1302, Andronico decise di inviare il proprio figlio e co-imperatore Michele IX, insieme ad un nutrito contingente di mercenari mongoli ed alani: il co-imperatore ottenne alcuni successi iniziali, avanzando fino alla città di Magnesia ma quando un contingente di 2.000 alani, partito da Nicomedia, fu sconfitto nella battaglia di Bafeo, Michele non poté far altro se non ritirarsi in Bitinia.

#### I Balcani
Avendo disposto il ripudio della politica unionista, Andronico II cercò di cautelarsi da possibili ritorsioni occidentali mediante un'accorta politica matrimoniale: nel 1284, in seconde nozze, sposò Violante, figlia del marchese Guglielmo VII del Monferrato, alla quale, ribattezzata Irene, il marchese trasferì i suoi diritti sul Regno di Tessalonica.
Con la stessa intenzione, il Basileus cercò di negoziare le nozze tra il figlio Michele e Caterina di Courtenay, erede della corona dell'Impero latino ma, non avendo ottenuto successo e volendo approfittare del fatto che gli Angioini erano impegnati nella Guerra del Vespro, dispose una ripresa delle operazioni militari paterne contro l'Epiro e la Tessaglia: nel 1290, un esercito bizantino penetrò profondamente in Tessaglia ed assediò la città epirota di Arta, costringendo il Despota d'Epiro ed il sebastocratore di Tessaglia a rinnovare il giuramento di fedeltà verso Costantinopoli.

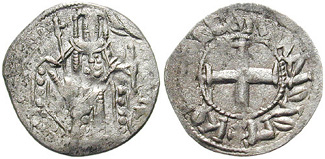
Tornese di Andronico II.

Tale situazione si sarebbe protratta, con esiti alterni, fino al primo decennio del XIV secolo, giacché i tentativi di riconquista avanzati da Filippo I d'Angiò, che aveva ricevuto dal padre Carlo I e dal fratello Carlo II i diritti sull'impero latino d'Oriente, rimasero sostanzialmente circoscritti all'isola di Corfù e all'Acarnania, che aveva ricevuto quale dote dal Despota d'Epiro.
La debolezza degli Angioini, tuttavia, rafforzò anche la nascente potenza serba che riuscì ad assicurarsi Durazzo; Andronico II, dopo una fallita spedizione militare, inviò una delegazione di pace, offrendo in sposa al re serbo Stefano Milutin sua sorella Eudocia; la principessa, tuttavia, rifiutò categoricamente le nozze e perciò l'imperatore, nel 1299, fu costretto ad offrire in moglie sua figlia Simonis.
Nei confronti con l'Impero Bulgaro, Bisanzio, nel 1304, a seguito della pesante sconfitta nella Battaglia di Skafida fu costretta a restituire diverse importanti posizioni, in particolare le città di Anchialo e di Mesembria, che era riuscita a strappare approfittando delle invasioni mongole e della rivolta di Ivailo.

#### L'Egeo
Se le manovre diplomatiche poterono risolvere tali problemi, lo smantellamento della flotta aveva stretto ancora maggiormente il rapporto tra Costantinopoli e Genova, cui Michele aveva concesso un quartiere a Galata.
Nel 1294, esplosero le ostilità tra le repubbliche marinare, di fronte alle quali Andronico si dichiarò neutrale.

Tuttavia, nel 1296, la flotta veneziana attaccò il quartiere di Galata, privo di mura difensive, e dal momento che il Basileus aveva accolto i genovesi entro le proprie mura, gli stessi sobborghi di Costantinopoli, vennero attaccati dai veneziani.
L'impero, suo malgrado, si unì a Genova nella lotta contro Venezia ma, a seguito della celebre Battaglia di Curzola, i Genovesi firmarono una pace con i Veneziani, abbandonando i propri alleati bizantini. Privo di marina, l'impero subì l'iniziativa militare dei Veneziani che riuscirono a riconquistare le Cicladi e l'Eubea e si spinsero, nel 1302, fin sotto le mura della Capitale. In tali circostanze, l'imperatore fu costretto ad accettare la stipula d'un trattato in cui Venezia otteneva il rinnovo di tutte le concessioni precedenti, il risarcimento dei danni subiti e il possesso le isole conquistate.
Nonostante la pace la situazione rimase precaria: nel 1304, a seguito delle infiltrazioni turche, il basileus dovette cedere in feudo la città di Focea e l'Isola di Chio a Benedetto Zaccaria mentre l'isola di Rodi, dopo un'aspra resistenza, fu conquistata nel 1307 dall'Ordine dell'Ospedale.

#### La compagnia catalana
A metà del 1302, a seguito della conclusione della Guerra del Vespro, giunsero a Costantinopoli due inviati di Ruggero da Fiore, che offriva ad Andronico II il servizio della Compagnia Catalana, forte di 6.500 uomini. Andronico II, avendo necessità assoluta di uomini per le sue campagne in Asia Minore, accettò le offerte: fece pagare il soldo in anticipo per sei mesi ed offrì a Roger de Flor il titolo di Megas Dux e di Cesare, insieme alla mano della nipote Maria Asen.
Dopo essere sbarcati a Cizico nel 1304, Roger de Flor condusse la compagnia a Filadelfia, Mileto ed Efeso, riuscendo a liberare entrambe le città dai turchi. Dopo tali vittorie la situazione precipitò in quanto i catalani, privi di controllo, saccheggiarono la città di Magnesia.

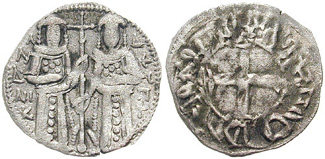
Tornese di Andronico II, rappresentato insieme al figlio Michele IX Paleologo.

Faticosamente, l'imperatore riuscì a richiamare i catalani a svernare in Europa ma, in ogni caso, i rapporti tra le autorità imperiali e la compagnia peggiorarono sempre di più: da una parte la compagnia accusava i bizantini di pagare il soldo in modo irregolare; dall'altra i bizantini accusavano i mercenari di atrocità nei confronti della popolazione civile.
Nell'aprile del 1305, il co-imperatore Michele IX, oltraggiato dagli eccessi dei catalani e temendone l'eccessiva influenza, organizzò una congiura per sbarazzarsi dei principali capi catalani: Ruggero da Fiore fu ucciso insieme a diversi ufficiali ma gran parte delle truppe riuscirono a sfuggire a Gallipoli. Michele IX, allora, ingaggiò una violenta battaglia contro i mercenari nei pressi della fortezza di Apros: il co-imperatore, che combatteva valorosamente nelle prime fila, fu ferito e l'esercito imperiale costretto a retrocedere a Didymoticon.
A seguito della disfatta, Andronico II, privo di forze militari, dovette assistere, impotente, ai feroci saccheggi perpetrati dai catalani nei confronti della popolazione della Tracia finché costoro, nel 1308, non attraversarono i monti Rodopi alla volta di Tessalonica. Fallito ogni tentativo di assedio alla città, i catalani si ritirarono prima in Tessaglia e poi in Beozia, ove costituirono (dopo aver duramente sconfitto il Duca di Atene Gualtiero di Brienne nella battaglia del Cefiso) un principato indipendente.

#### Nuove minacce
Le pesanti difficoltà in cui si dibatteva l'Impero a seguito della Compagnia Catalana ebbero l'effetto di ridestare le mai sopite ambizioni di Filippo I d'Angiò e dei Latini d'Occidente. Infatti, nel 1306, Filippo d'Angiò, alleatosi con i cattolici d'Albania, si impadronì di Durazzo e tentò di conquistare il Despotato d'Epiro.

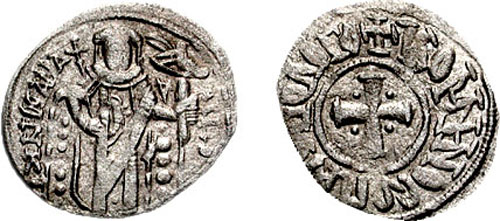
Tornese di Andronico II.

Agli inizi del trecento, inoltre, l'Impero Bizantino divenne l'obiettivo di un pretendente ben più potente rispetto a Filippo d'Angiò, ovvero Carlo di Valois, fratello del Re di Francia Filippo IV il Bello, e marito di Caterina di Courtenay, legittima erede delle pretese latine su Costantinopoli.

Alacremente Carlo di Valois iniziò, con l'appoggio del fratello, a tessere una rete di alleanze contro l'Impero Bizantino: nel 1306 concluse un accordo con la Repubblica di Venezia, l'anno seguente ottenne l'appoggio morale di Papa Clemente V (il quale scomunicò il Basileus) ed infine negoziò un patto anche con il Re di Serbia.
La rete di Carlo d'Angiò, tuttavia, fatto ben più preoccupante, coinvolgeva anche diversi nobili e funzionari bizantini di rilievo, giacché perfino i governatori di Tessalonica e di Sardi accettarono di giurare fedeltà al pretendente, presto imitati anche dai Catalani, all'epoca stanziati in Tessaglia. Tali preparativi furono funestati dalla morte di Caterina di Courtenay, che privava Carlo di Valois di ogni pretesto "legittimista", e dalla volontà dei catalani di ritagliarsi un dominio autonomo in Grecia.
Dopo aver perso l'appoggio dei Catalani, anche Venezia decise di riconsiderare il proprio sostegno ed accettò di stipulare una tregua decennale con il Basileus mentre il re di Serbia inviò perfino un esercito di 2.000 soldati a sostegno dell'Imperatore nelle sue campagne in Anatolia contro i Turchi. In tal modo si esaurirono i tentativi di conquista da parte degli Angioini.
Terminata la minaccia latina, l'Impero Bizantino poté godere di un periodo di relativa tregua, almeno in Grecia: nel 1318 il Despota d'Epiro fu assassinato dal nipote Nicola Orsini, il quale, nemico degli angioini, si convertì alla fede ortodossa, usurpò il trono ed accettò la supremazia del Basileus dietro il riconoscimento del titolo di Despota ed un matrimonio con la famiglia imperiale; nello stesso anno, perì, senza eredi, il Despota della Tessaglia ed Andronico, senza eccessivi sforzi militari, fu in grado di assicurarsi il possesso di parte della provincia.
Al contrario, la situazione in Asia Minore precipitò definitivamente. Con il ritiro dei Catalani, l'intera Valle del Meandro fu lasciata sostanzialmente priva di difese e ben presto fu occupata integralmente dai turchi del principato di Mentese; la Lidia, rimasta isolata per terra e per mare, fu occupata dall'Emirato di Aydin mentre, nel 1304, Efeso fu assaltata di sorpresa dalle truppe dei Germiyanidi, lasciando nelle mani bizantine la sola enclave di Filadelfia.
Impossibilitato a reagire, Andronico II richiese l'aiuto del Khan Mongolo Oljeitu, al quale aveva dato in sposa una figlia naturale: il Khan, nel 1308, inviò un poderoso esercito il quale non solo fu in grado di recuperare per i bizantini numerose città in Bitinia ma fu anche in grado di annientare un distaccamento del Sultano ottomano Osman I, fermando, almeno provvisoriamente, le sue campagne di conquista.

### Guerra civile e morte
Gli ultimi anni dell'imperatore furono amarissimi e segnati dai contrasti personali con la seconda moglie e con il nipote Andronico III, figlio primogenito del co-imperatore Michele IX: in particolare, i rapporti con il nipote, anch'egli investito della co-reggenza, dapprima ottimi, si guastarono a causa dei rimproveri per la vita frivola di quest'ultimo.
Il conflitto latente scoppiò quando il giovane nipote, geloso di un'amante, ordinò ai suoi uomini di tendere un agguato al rivale ma costoro assassinarono, per un tragico equivoco, il fratello del loro padrone, Manuele. Poco dopo aver ricevuto la notizia, Michele IX morì di emorragia cerebrale ed Andronico II, furioso per la perdita di un nipote e del figlio, decise di diseredare Andronico III.
La diseredazione, tuttavia, non rimase senza conseguenze in quanto il giovane Andronico aveva molti amici e conoscenze tra gli esponenti della nobiltà mentre il Basileus era assai impopolare per gli insuccessi in Anatolia e la forte pressione fiscale.
Ben presto, infatti, si formò una forte opposizione al cui vertice stavano, oltre ad Andronico, il suo migliore amico Giovanni Cantacuzeno, l'ambizioso Sirgianni Paleologo, Teodoro Sinadeno e il parvenu Alessio Apocauco i quali, grazie all'acquisto di titoli e cariche pubbliche, avevano ottenuto il controllo di vaste province nella Tracia.

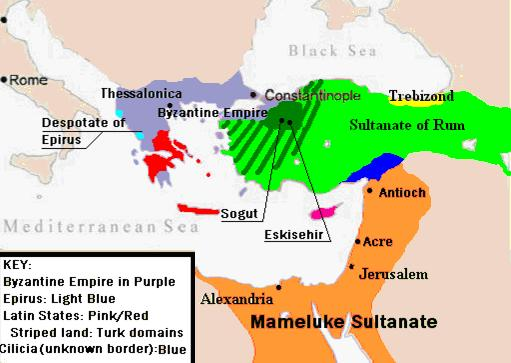
L'impero bizantino alla salita al trono di Andronico III (1328).

Ottenuto il controllo di una parte consistente dell'impero, il giovane Andronico cercò di capitalizzare il proprio consenso con la promessa demagogica di ridurre la pressione fiscale; in tal modo, ottenne un tale seguito da costringere il nonno, timoroso che la rivolta si estendesse anche alla capitale, a un accordo di compromesso, in virtù del quale ottenne in appannaggio la Tracia e la Macedonia.
Nel 1322, dopo neppure un anno dalla stipulazione dell'accordo, scoppiò un conflitto tra Cantacuzeno e Sirgianni Paleologo; il Basileus si pronunciò in favore di quest'ultimo e Andronico invece a vantaggio dell'amico; Sirgianni, con parte delle sue truppe, passò al servizio dell'imperatore ma non poté fare molto: Andronico ormai aveva ottenuto vastissime simpatie tra la popolazione e l'imperatore dovette riconoscere l'accordo dell'anno precedente.
Dopo un periodo di tregua, il 2 febbraio 1325, Andronico ottenne il titolo di co-imperatore da parte del nonno ma questo non bastò per rasserenare gli animi e riunificare l'impero: il nipote, infatti, non aveva ottenuto la riammissione nella linea di successione mentre nelle province, prive di un governo unificato e coeso, scoppiarono tumulti separatisti, particolarmente evidenti a Tessalonica.
L'anno seguente, quando la notizia dell'assedio di Brussa da parte degli ottomani giunse nella Capitale, scoppiò un ennesimo scontro tra nonno e nipote: il secondo desiderava inviare rinforzi ma l'imperatore, consapevole della pericolosità della spedizione rifiutò; l'anno seguente scoppiò nuovamente il conflitto.
Dalla parte di Andronico II si trovava il re serbo Stefan Decanski e dall'altra l'imperatore bulgaro Michele Sisman; il Basileus tentò un'offensiva in Tracia ma fu immediatamente respinto, mentre il nipote, dopo aver ottenuto il sostegno della Macedonia e di Tessalonica, vi si recò, nel gennaio 1328, per farsi ufficialmente incoronare come Andronico III.
A questo punto, Michele Sisman cambiò fronte e inviò un piccolo distaccamento in aiuto di Andronico II ma questa iniziativa servì solo a indurre Andronico III a contattare i propri seguaci nella capitale affinché aprissero le porte al suo esercito.
Nel maggio 1328, Andronico III entrò in città ma consentì al nonno di restare a palazzo; due anni più tardi, però, il vecchio imperatore si ritirò in un monastero dove morì il 13 febbraio 1332.

## Giudizio storico
L'opinione degli storici bizantini contemporanei sul regno di Andronico II dipende dalla loro vicinanza con l'imperatore: da un lato, infatti, uomini come Niceforo Cumno o Teodoro Metochite, stretti collaboratori del Basileus, ebbero un giudizio positivo; dall'altro, però, non mancano storici che espressero opinioni negative, considerando il suo regno come l'inizio del disfacimento dell'Impero. Ad esempio Niceforo Gregora paragonò la decisione di smantellare esercito e marina e di affidare la difesa dell'Impero alla sola diplomazia ed al pagamento di tributi agli stati vicini al comportamento di chi «per comprarsi l'amicizia dei lupi, si apre le vene in varie parti del corpo e lascia che i lupi succhino e si sazino del sangue».
Opinione fortemente negativa ebbe anche Edward Gibbon, che dipinse il Basileus come schiavo di superstizioni assurde e più preoccupato per le fiamme dell'inferno, piuttosto che per le minacce dirette verso l'impero, mentre Paul Lemerle lo descrisse come sovrano di scarsa energia.
Oggi l'opinione prevalente, espressa da Georg Ostrosorky, Luis Bréhier e Donald MacGillivray Nicol, è quella di un leader volenteroso, desideroso di affrontare i mali dell'Impero, come dimostra la riforma giudiziaria, certamente non esente dal commettere errori di valutazione (su tutti viene sottolineato lo smantellamento delle forze armate), ma sopraffatto dall'entità del compito e dal peso della non facile eredità paterna che aveva imposto enormi gravami allo stato.

## Famiglia
Andronico sposò in prime nozze Anna d'Ungheria, da quest'unione nacquero due figli:
- Michele IX Paleologo fu coimperatore dal 1294 al 1320;
- Costantino Paleologo fu despota.

Anna morì nel 1281, Andronico II sposò nel 1284, in seconde nozze, Violante di Monferrato, figlia di Guglielmo VII. Dalla loro unione nacquero sette figli:
- Giovanni Paleologo (1286 c.-1308), fu despota;
- Teodoro I Paleologo fu marchese del Monferrato, tra il 1306 e il 1338;
- Demetrio Angeloducas Paleologo (morto dopo il 1343), fu despota;
- Bartolomeo Paleologo, morto giovine;
- Isacco Paleologo, morto giovine;
- Teodora Paleologa, morta giovine;
- Simonida Paleologa (1294, morta dopo il 1336), sposò il re serbo Stefano Uroš II Milutin, senza discendenza.

Andronico ebbe anche tre figlie illegittime:
- Irene Paleologa sposò Giovanni II Ducas, despota della Tessaglia;
- Maria Paleologa sposò Toqta, khan dell'Orda d'Oro;
- Figlia sconosciuta, nota come Despina Kathun, che sposò Oljeitu, khan del Ilkhanato.

## Ascendenza
|                         |                |                              | Genitori                |  |  | Nonni               |  |  | Bisnonni                |  |
|                         |                |                              |                         |  |  | Andronico Paleologo |  |  | Alessio Ducas Paleologo |  |
|                         |                |                              |                         |  |  | Andronico Paleologo |  |  | Alessio Ducas Paleologo |  |
|                         |                | Irene Comnena                |                         |  |  | Andronico Paleologo |  |  |                         |  |
| Michele VIII Paleologo  |                |                              |                         |  |  | Andronico Paleologo |  |  |                         |  |
|                         |                | Teodora Angelina Paleologina | Alessio Paleologo       |  |  |                     |  |  |                         |  |
|                         |                | Teodora Angelina Paleologina | Alessio Paleologo       |  |  |                     |  |  |                         |  |
|                         |                | Teodora Angelina Paleologina | Irene Angelina          |  |  |                     |  |  |                         |  |
| Andronico II Paleologo  |                | Teodora Angelina Paleologina |                         |  |  |                     |  |  |                         |  |
|                         | Giovanni Ducas | Isacco Ducas Vatatzes        |                         |  |  |                     |  |  |                         |  |
|                         | Giovanni Ducas | Isacco Ducas Vatatzes        |                         |  |  |                     |  |  |                         |  |
|                         | Giovanni Ducas | …                            |                         |  |  |                     |  |  |                         |  |
| Teodora Ducas Vatatzina | Giovanni Ducas |                              |                         |  |  |                     |  |  |                         |  |
|                         |                | Eudocia Angelina             | Giovanni Comneno Angelo |  |  |                     |  |  |                         |  |
|                         |                | Eudocia Angelina             | Giovanni Comneno Angelo |  |  |                     |  |  |                         |  |
|                         |                | Eudocia Angelina             | …                       |  |  |                     |  |  |                         |  |
|                         |                | Eudocia Angelina             |                         |  |  |                     |  |  |                         |  |